# Joseph Salerno
Joseph T. Salerno es un economista de la escuela austríaca y un anarcocapitalista estadounidense.

## Trayectoria
Es profesor de la Universidad Pace, académico activo en distintos temas como la teoría y la política monetaria, los sistemas económicos comparados, la historia del pensamiento económico y el análisis macroeconómico.
Su interés por la ideología libertaria lo llevó al estudio de la teoría económica. Joseph Salerno es un alumno directo de Murray N. Rothbard y recibió su doctorado en economía de la Universidad Rutgers en 1980. Es también miembro del Instituto para la Economía Austriaca Ludwig von Mises donde frecuentemente presenta conferencias y escritos, y es editor de la revista Quarterly Journal of Austrian Economics.
Durante su trayectoria como académico e investigador ha publicado más de 50 artículos científicos y ensayos que reposan en revistas arbitradas y libros académicos. También ha publicado numerosos artículos de opinión en línea en Forbes, el periódico internacional The Christian Science Monitor, en Economic Policy de Oxford University Press, entre otros sitios. Además es miembro e investigador asociado de Foundations of the Market Economy del departamento de economía de la Universidad de Nueva York y miembro activo del consejo de redacción de varias revistas.
Salerno ha declarado ante el Congreso de los Estados Unidos en temas relacionados con economía y finanzas como la inflación y la banca de reserva fraccional. Asimismo ha dictado más de 50 conferencias a nivel nacional e internacional.

## Obras
- Money: Sound and Unsound. Ludwig Von Mises Institute, 28 oct 2015 - 644 p. ISBN 1610166558, ISBN 9781610166553 (en inglés)
- Monetary Reform and the Bellagio Group Vol 1: Selected Letters and Papers of Fritz Machlup, Robert Triffin and William Fellner (en coautoría de Carol M. Connell). Taylor & Francis Group, 2014 - 2704 p. ISBN 1138755419, ISBN 9781138755413 (en inglés)
- On Frege. Wadsworth/Thomson Learning, 2001 - 98 p. ISBN 0534583679, ISBN 9780534583675 (en inglés)